# Período pombalino

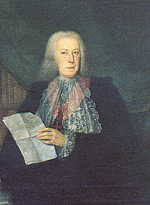
O Marquês de Pombal.

Período Pombalino (1750-1777) refere-se ao período em que Sebastião José de Carvalho e Melo, Marquês de Pombal, exerceu o cargo de Primeiro-Ministro português, sob nomeação do rei de Portugal, Dom José I. Governou com mãos de ferro, impondo a lei a todas as classes, desde os mais pobres até à alta nobreza. Impressionado pelo sucesso econômico inglês, tentou implementar medidas que atraíssem um sentido semelhante à economia portuguesa. 
Preocupado em reerguer Portugal da decadência em que se encontrava diante de outras potências europeias, ao assumir o cargo de Ministro da Fazenda, em 2 de agosto de 1750, empreendeu reformas em todas as áreas da sociedade portuguesa: políticas, administrativas, econômicas, culturais e educacionais, que afetaram diretamente as relações colônia-metrópole. Essas reformas exigiam um forte controle do Estado e eficiente funcionamento da máquina administrativa que foram empreendidas, principalmente, contra a nobreza e a Companhia de Jesus, que representavam uma ameaça ao poder absoluto do rei. Foi a perfeita representação do despotismo esclarecido, forma de governo que combinava a monarquia absolutista com o racionalismo iluminista.

## Reformas políticas e econômicas
Sob o governo de pombal, foi estabelecido algumas reformas na metrópole e na colônia portuguesa. No campo político era o de fortalecer a figura do rei, inspirado no absolutismo esclarecido de Luís XIV, e para isso procurou: fortalecer o mercantilismo e, por outro lado, enfraquecer a nobreza e o clero (regalismo).
Nesse contexto, foram criadas de compilações de Direito Civil, que substituíram as do Direito Canônico, representando o primeiro passo para a afirmação de Pombal enquanto estadista e o Estado como entidade superior e autônoma face ao resto da sociedade, inclusive até à própria Igreja Católica. De fato, o Estado português pronunciou-se várias vezes em desacordo com a Santa Sé, estabelecendo-se corte de relações diplomáticas até à morte de D. José e posterior subida ao trono de D. Maria I.
Dentre os objetivos das reformas econômicas de Pombal, estava o de aumentar a arrecadação fiscal e combater o contrabando (economia paralela), através do monopólio comercial e da cobrança anual de 1500 quilos de ouro e, na tentativa de obrigar os mineradores a pagarem os impostos atrasados, foi instituída, em 1765, a derrama. Em um período que os portugueses sofriam com a dependência econômica em relação à Inglaterra, a perda de áreas coloniais e a queda da exploração aurífera no Brasil, Fez -se  necessário ampliar os lucros  através  da exploração colonial. Em 1755 e 1759, foram criadas, respectivamente, a Companhia Geral de Comércio do Grão-Pará e Maranhão e a Companhia Geral de Comércio de Pernambuco e Paraíba, empresas monopolistas destinadas a dinamizar as atividades econômicas no Norte e Nordeste da colônia. Destaca-se outras mudanças, como:
- restringiu os poderes do Conselho Ultramarino;
- fim às capitanias hereditárias (1759);
- transferência capital da Bahia para Rio de janeiro (1763).

Em Portugal, se preocupou em diminuir os gastos excessivos da Coroa Portuguesa com a criação do Erário Régio. Tal medida, afrontava fortemente os privilégios da nobreza. No plano interno, Marquês de Pombal tentou diminuir a dependência econômica lusitana com o incentivo ao setor industrial. Criou estímulos fiscais para a instalação de pequenas manufaturas voltadas para o mercado interno português, do qual também faziam parte as colônias. Essa política protecionista englobava medidas que favoreciam a importação de matérias-primas e encareciam os produtos importados similares aos de fabricação portuguesa. Como resultado, surgiram no reino centenas de pequenas manufaturas produtoras dos mais diversos bens.

## Reforma religiosa e educacional
Uma das mais polêmicas medidas impostas por esse novo tribunal foi a de impor a expulsão dos jesuítas do Brasil,  em 1759. A decisão de caráter anticlerical visava dar fim aos conflitos envolvendo os colonos e os padres jesuítas. Enquanto os primeiros defendiam a utilização da mão-de-obra escrava dos indígenas, os religiosos se negavam a ceder seus catequizados para o empreendimento colonial e monopolizava a mão de obra indígena.

Sob o discurso de que deveria assimilar os povos indígenas, retirando-os de sua cultura tradicional, cria em 1760   uma lei que privilegia colonos portugueses que casassem com mulheres indígenas, transformando os colonizadores em donos das terras tradicionais do povo a que pertencesse, abrindo um longo período de caçada às mulheres indígenas do Brasil, sequestro e estupro das mesmas e retirada da identidade étnica dos descendentes. Este processo foi fundamental para a manutenção da colônia (miscigenação). Em 1755, cria-se o Diretório dos Índios, onde é revelada a intenção do governo do Reino de Portugal, nesta época, de evitar a escravização dos índios, sua segregação, seu isolamento e a repressão ao tratamento dos indígenas como pessoas de segunda categoria entre os colonizadores e missionários brancos. O documento estabelece, entre outras medidas, a proibição do uso do termo 'negro', o incentivo ao casamento de colonos brancos com indígenas, a substituição da língua geral pela língua portuguesa e punição contra discriminações. Por fim, acaba com a diferenciação entre cristãos-novos e cristãos-velhos.

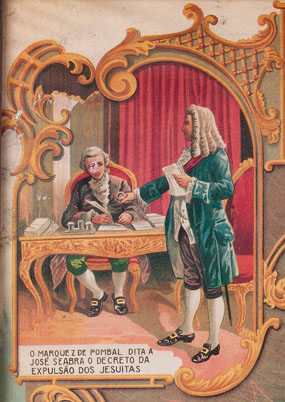
Marquês de Pombal decretando a expulsão dos jesuítas

Foram dois séculos de domínio do método educacional jesuítico ( XVI, XVII), que termina no século XVIII, com a Reforma de Pombal, quando o ensino passa a ser responsabilidade da Coroa Portuguesa, com as aulas régias. "As aulas régias compreendiam o estudo das humanidades, sendo pertencentes ao Estado e não mais restritas à Igreja - foi a primeira forma do sistema de ensino público no Brasil.  Apesar da novidade imposta pela Reforma de Estudos realizada pelo Marquês de Pombal, em 1759, o primeiro concurso para professor somente foi realizado em 1760 e as primeiras aulas efetivamente implantadas em 1774, de Filosofia Racional e Moral. Em 1772 foi criado o Subsídio Literário, um imposto que incidia sobre a produção do vinho e da carne, destinado à manutenção dessas aulas isoladas. Na prática o sistema das Aulas Régias pouco alterou a realidade educacional no Brasil, tampouco se constituiu numa oferta de educação popular, ficando restrita às elites locais. Ao rei cabia a criação dessas aulas isoladas e a nomeação dos professores, que levavam quase um ano para a percepção de seus ordenados, arcando eles próprios com a sua manutenção.
As principais medidas implantadas pelo marquês, por intermédio do Alvará de 28 de junho de 1759, foram: total destruição da organização da educação jesuítica e sua metodologia de ensino, tanto no Brasil quanto em Portugal; instituição de aulas de gramática latina, de grego e de retórica; criação do cargo de diretor de estudos – pretendia que fosse um órgão administrativo de orientação e fiscalização do ensino; introdução das aulas régias – aulas isoladas que substituíram o curso de humanidades criado pelos jesuítas; realização de concurso para escolha de professores para ministrarem as aulas régias; aprovação e instituição das aulas de comércio.
Pelo Alvará de 5 de abril de 1771, Pombal transfere a administração e a direção do ensino para a Real Mesa Censória, órgão criado em abril de 1768, com a qual pretendia efetivar a emancipação do controle absoluto dos jesuítas no ensino, passando, então, ao controle do Estado. Após esse ato, foram criadas, no Brasil, 17 aulas de ler e escrever; e foi instituído um fundo financeiro para a manutenção dos estudos reformados, denominado de subsídio literário.

## Leituras Complementares
- CARVALHO, Laerte Ramos de. As Reformas Pombalinas da Instrução Pública. São Paulo: Saraiva: Ed. Universidade de São Paulo, 1978.
- MAXWELL, Kenneth. Marquês de Pombal: paradoxo do iluminismo. Rio de Janeiro, 1996.

## Ligações Externas
- Diretório dos Índios

- Alvará de 28 de junho de 1759